# أزاد مرز أباد (مشهد ميقان)
أزاد مرز أباد (بالفارسية: ازادمرزآباد) هي قرية تقع في إيران في قسم مشهد میقان الريفي. يقدر عدد سكانها بـ 188 نسمة بحسب إحصاء 2016.